# Scandolara Ravara
Scandolara Ravara är en ort och kommun i provinsen Cremona i regionen Lombardiet i Italien. Kommunen hade 1 346 invånare (2018).